# Elecciones federales de Suiza de 1995
Las elecciones federales de Suiza fueron realizadas el 22 de octubre de 1995. El Partido Socialista se convirtió en el partido más grande del Consejo Nacional, obteniendo 54 de los 200 escaños.

## Resultados
| Partido                                 | Votos     | %    | Escaños | +/–   |
| --------------------------------------- | --------- | ---- | ------- | ----- |
| Partido Socialista                      | 415 226   | 21.8 | 54      | +13   |
| Partido Radical Democrático             | 384 515   | 20.2 | 45      | +1    |
| Partido Demócrata Cristiano             | 319 972   | 16.8 | 34      | –1    |
| Unión Democrática de Centro             | 283 902   | 14.9 | 29      | +4    |
| Los Verdes                              | 96 069    | 5.0  | 8       | –6    |
| Partido de la Libertad                  | 75 641    | 4.0  | 7       | –1    |
| Demócratas Suizos                       | 59 613    | 3.1  | 3       | –2    |
| Partido Liberal                         | 51 182    | 2.7  | 7       | –3    |
| Alianza de los Independientes           | 34 801    | 1.8  | 3       | –2    |
| Partido Popular Evangélico              | 34 071    | 1.8  | 2       | –1    |
| Grupos Alternativos Verdes y Feministas | 28 076    | 1.5  | 2       | +1    |
| Unión Democrática Federal               | 24 795    | 1.3  | 1       | 0     |
| Partido Suizo del Trabajo               | 22 850    | 1.2  | 3       | +1    |
| Liga de Tesino                          | 17 940    | 0.9  | 1       | –1    |
| Solidaridad                             | 6 168     | 0.3  | 0       | Nuevo |
| Partido Social Cristiano Independiente  | 5 625     | 0.3  | 1       | 0     |
| Otros partidos                          | 44 878    | 2.4  | 0       | –     |
| Votos en blancos/nulos                  | 35 298    | –    | –       | –     |
| Total                                   | 1 940 622 | 100  | 200     | 0     |
| Participación electoral                 | 4 596 209 | 42.2 | –       | –     |
| Fuente: Nohlen & Stöver                 |           |      |         |       |

### Consejo de los Estados
| Partido                       | Escaños | +/– |
| ----------------------------- | ------- | --- |
| Partido Radical Democrático   | 17      | –1  |
| Partido Demócrata Cristiano   | 16      | 0   |
| Unión Democrática de Centro   | 5       | +1  |
| Partido Socialista            | 5       | +2  |
| Partido Liberal               | 2       | –1  |
| Alianza de los Independientes | 1       | 0   |
| Total                         | 46      | 0   |
| Fuente: Nohlen & Stöver       |         |     |